# 34696 Різольді
34696 Різольді (34696 Risoldi) — астероїд головного поясу, відкритий 21 липня 2001 року.
Тіссеранів параметр щодо Юпітера — 3,399.